# 精炼

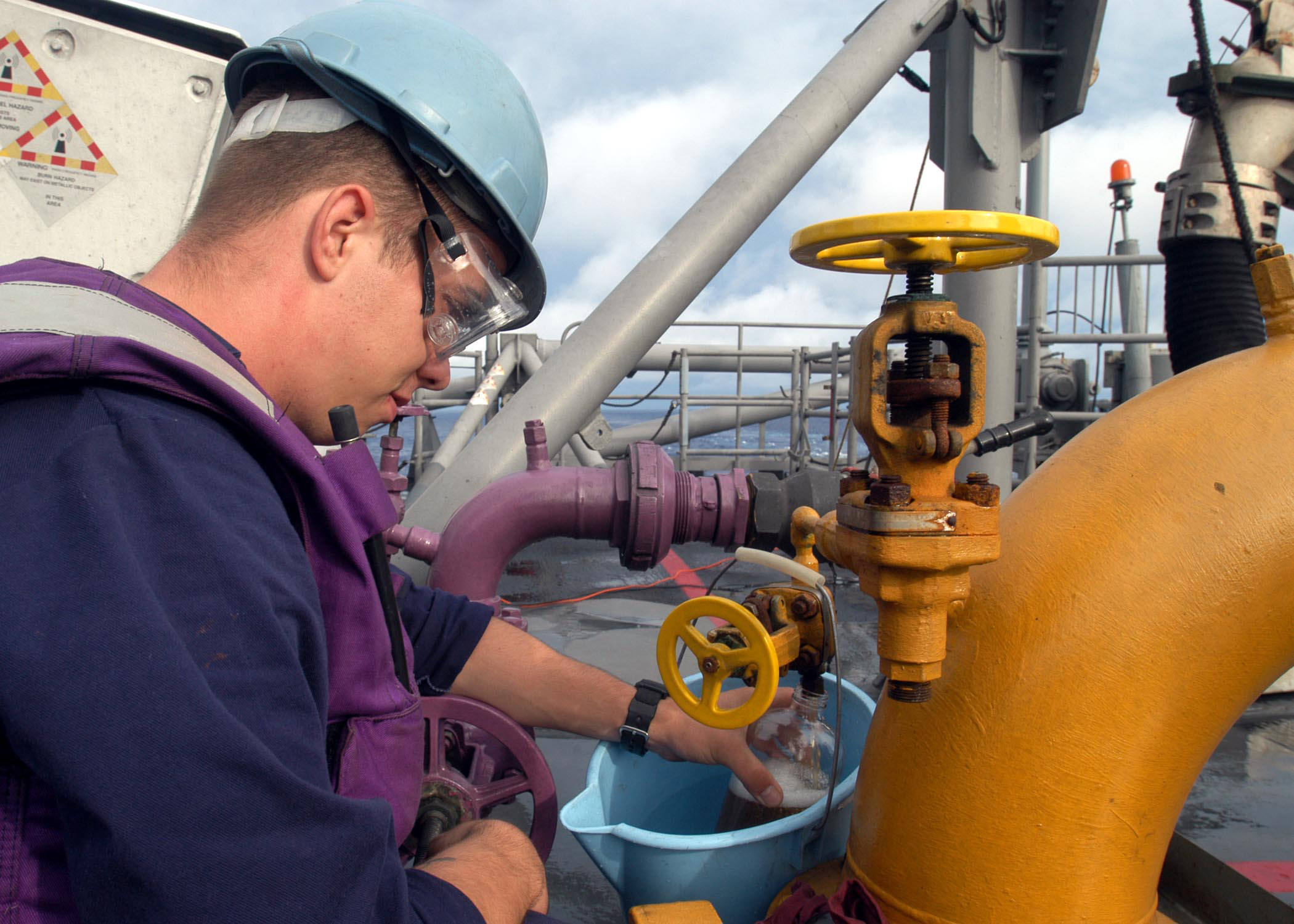
美國一座石油精炼廠中的工人正在檢驗精煉後的溶液

精炼是将物质进行提纯的过程，主要是指对自然资源中可用的部分进行纯化，使其能更好地被利用。例如天然石油可以直接燃烧，但燃烧后会产生大量的残渣，燃烧不完全。精炼后会得到汽油、柴油、重油、沥青等不同产物，用于不同的用处。广义地讲，精炼也包括对矿物的筛选提炼，例如从矿石中提炼金属等。
对液体的精炼一般使用蒸馏和精馏的方法；对气体要先冷却、压缩产为液体后精馏。对液体和气体的提炼也可以采取萃取的方法，利用某些溶剂溶解需要提炼或需要抛弃的部分。
对固体的提炼可以利用其在某些溶液中结晶的方式，结出的晶体可以排除不需要的杂质。
对有機固體如食材药材等的精炼，一般使用水及有机溶剂 (醇、丙酮、石油醚等) 或非极性溶剂 (如低温二氧化碳液)，分别提取亲水性及亲油性物质。
在精炼过程中经常利用化学反应去除杂质。在电子工程中对硅和其他半导体材料的纯度要求很高，采用区域精炼的方法，逐区熔化排除杂质。
此外植物油、糖的生产都需要精炼。

## 相關
- 煉油廠
- 煉鋼廠
- 科学中药